# Kenley Jansen
Kenley Geronimo Jansen (Willemstad (Curaçao), 30 september 1987) is een Curaçaos honkballer die als pitcher voor de Los Angeles Angels speelt in de Major League Baseball. Hij speelt als closer.
Jansen werd in 2005 door de Los Angeles Dodgers aangetrokken en speelde bij de filialen Gulf Coast Dodgers (2005 en 2006), Ogden Raptors (2007) en Great Lakes Loons (2007 en 2008).
Tijdens de World Baseball Classic in 2009 was hij catcher van het Nederlands honkbalteam en vanaf 2010 speelt hij als pitcher voor de Dodgers. In 2011 werden hartritmestoornissen bij hem geconstateerd die in 2012 terugkeerden. In oktober 2012 onderging hij hiervoor een operatie. Sinds 2012 is hij een van de meest succesvolle closing pitchers in de Major League. Met de Los Angeles Dodgers speelde hij drie maal in de World Series (2017, 2018, en 2020). De Dodgers wonnen de World Series in 2020.
In totaal speelde Jansen 12 seizoenen voor de Dodgers. In maart 2022 tekende hij een éénjarig contract bij de Atlanta Braves, ter waarde van €14,4 miljoen. Eind 2022 tekende hij een tweejarig contract bij de Boston Red Sox ter waarde van €30,5 miljoen.
Op 10 mei 2023 behaalde Jansen zijn 400e save in de MLB. Hij was op dat moment de zevende MLB speler ooit die deze mijlpaal bereikte.
Jansen werd in 2023 voor zijn verdiensten binnen de sport en jeugdwelzijn benoemd tot Ridder in de Orde van Oranje-Nassau.